# Альбаредо-д’Адидже
Альбаре́до-д’А́дидже (итал. Albaredo d’Adige) — коммуна в Италии, располагается в провинции Верона области Венеция.
Население составляет 5340 человек (2008 г.), плотность населения составляет 189 чел./км². Занимает площадь 28 км². Почтовый индекс — 37041, 37040. Телефонный код — 045.
Покровителем населённого пункта считается Святой Рох.

## Демография
Динамика населения:

## Администрация коммуны
- Официальный сайт: https://web.archive.org/web/20060901161342/http://www.comune.albaredo.vr.it/